# アフマド・アッ＝サーリフ
アフマド・アッ＝サーリフ（アラビア語: احمد الصالح, Ahmad Al Salih, 1990年5月20日 - ）は、シリアのプロサッカー選手。カタール・スターズリーグのアル・アラビ・ドーハ所属、ポジションはDF。シリア代表、元同U-23代表（キャプテン）、元同U-20代表、元同U-17代表。
日本語では「アフマド・アルサリフ」、「アフマド・アル・サリフ」と表記されることがある。

## 経歴

### クラブ
アル・ジャイシュからアル・ショルタを経て、2013年にクウェートのアル・アラビに移籍した。
AFCカップにはアル・ジャイシュ所属時に2010、2011、アル・ショルタ所属時に2013に出場している。

### 代表
2007 FIFA U-17ワールドカップに出場し、グループリーグの対ホンジュラス戦で1ゴールを記録した。チームはベスト16。
ロンドン五輪アジア最終予選では、2012年2月15日の対日本戦で決勝ゴールを決めている。
AFCアジアカップ2011、西アジアサッカー選手権2012などで代表に選出されている。西アジアサッカー選手権2012では、決勝の対イラク戦で決勝点となる先制ゴールを決めた。

## タイトル

### クラブ
アル・ジャイシュ
- シリア・プレミアリーグ 2009-10

### 代表
シリア代表
- 西アジアサッカー選手権 2012